# Аконкагуа (річка)
Аконкагуа (ісп. Río Aconcagua) — річка в Чилі, що починається у місці злиття своїх головних приток на висоті 1430 м над р.м. в Андах. Її притока Хункал (Juncal) тече зі сходу, з гори Хункал, а Бланко — з південного сходу. Аконкагуа тече на схід через широку долину Аконкагуа, та впадає у Тихий океан за 20 км на північ від міста Вальпараїсо.
Довжина річки близько 142 км, її води зрошують найчисельніші чилійські провінції Сан-Феліпе-де-Аконкагуа і Лос-Андес, що робить річку важливим економічним ресурсом району.